# Јеремија Гагић
Јеремија Гагић (Претоке код Крагујевца 1. мај 1783. — Млеци 1859) био је секретар Правитељствујушчег совјета из Првог српског устанка и руски дипломата.

## Биографија
Као сточарски трговац у Земуну одржавао је везе са српским устаницима. У марту 1806. прешао је у Србију и ступио у службу Правитељствујушчег совјета, најпре као писар, а затим као други секретар.
У августу 1806. отишао је у Трст са Аврамом Лукићем ради тражења помоћи за устанике од тамошњих српских трговаца. У новембру 1806 је отишао код аусријског цара у Бечу ради отварања границе према Србији, а у марту 1807. као члан депутације одлази у главни стан руске Дунавске војске ради договора о помоћи и заједничкој акцији против Турске.
У току свог рада Гагић је припадао русофилској струји Карађорђевих противника. Кад је крајем 1807 отпуштен из службе, постао је секретар Миленка Стојковића, кога је до краја подржавао у његовој борби против Карађорђа. По изгнању Стојковића 1811. и Гагић, је напустио Србију и прешао у руску службу, најпре код Дунавске војске, а од фебруара 1813. у Министарство спољних послова.
У децембру 1815. премештен је у руски конзулат у Дубровнику, где је остао до 1856. са звањем вицеконзула. Као награду за дугогодишњу службу добио је 1850. племићку титулу.
Гагић је имао и важну политичку улогу, јер су се преко дубровачког конзулата, потчињеног руском посланству у Бечу, одржавали непосредни руско-црногорски односи. Отуда је Гагић имао тесне везе са Црном Гором и био главни извештач руске владе о тамошњим приликама. Настојао је да развој у Црној Гори, посебно њен однос с Турском и Аустријом, каналише према интенцијама званичне руске политике. У том духу је и његова подршка делатности Ивана Вукотића и Матеја Вучићевића 1831—32. Своју мисију понекад је обављао и директним интервенцијама у самој Црној Гори 1832, 1837. и 1851.